# Dipartimento di Toay
Toay è un dipartimento argentino, situato nella parte centrale della provincia di La Pampa, con capoluogo Toay.

## Geografia
Esso confina a nord con il dipartimento di Conhelo, ad est con quelli di Capital e Atreucó; a sud con il dipartimento di Utracán e ad ovest con quello di Loventué. Secondo il censimento del 2001, su un territorio di 5.092 km², la popolazione ammontava a 9.256 abitanti, con un aumento demografico del 34,93% rispetto al censimento del 1991. Il dipartimento comprende per intero il comune di Toay; e parte dei comuni di Ataliva Roca, Carro Quemado, Luan Toro, Santa Rosa e Winifreda, le cui sedi municipali però si trovano in un altro dipartimento.